# Sauveur Gandolfi-Scheit
Sauveur Gandolfi-Scheit (* 19. Januar 1947 in Bastia) ist ein französischer Politiker. Er ist seit 2007 Abgeordneter der Nationalversammlung.
Gandolfi-Scheit schloss sich bereits 1958 im Alter von elf Jahren während eines Besuchs von Charles de Gaulle auf Korsika, wo er aufwuchs, der gaullistischen Union pour la Nouvelle République an. Später gehörte er der Nachfolgepartei RPR und der daraus hervorgehenden UMP an. In seiner Jugend war er zudem als Sportler aktiv und war unter anderem korsischer Meister im 100-Meter-Lauf. 1975 schloss er in Marseille sein Medizinstudium ab, erwarb einen Doktortitel und kehrte 1976 als Arzt nach Bastia zurück. Im selben Jahr wurde er zum Bürgermeister der Kleinstadt Biguglia gewählt. Im Vorfeld der Parlamentswahlen 1986 wurde er als möglicher Kandidat der Gaullisten vorgeschlagen, wurde aber letztlich nur Stellvertreter von Pierre Pasquini, dem die Wahl zum Abgeordneten gelang. Hingegen schaffte er im selben Jahr den Einzug in den Regionalrat von Korsika. In der folgenden Zeit war er in diversen korsischen Verbänden und Unternehmen tätig, unter anderem für die Compagnie Corse Méditerranée. Zudem war er Vorsitzender im Département Haute-Corse der 2002 gegründeten UMP. Bei den Parlamentswahlen 2007 trat er im ersten Wahlkreis des Départements Haute-Corse an und besiegte dabei in der zweiten Runde mit 53,9 % den bisherigen kommunistischen Abgeordneten; der Wahlkreis war zuvor 45 Jahre lang in kommunistischer Hand. 2012 wurde er wiedergewählt. Im Jahr 2016 unterstützte er Nicolas Sarkozy bei der Präsidentschaftsvorwahl der Republikaner.